# Bohaté Málkovice
Bohaté Málkovice là một làng thuộc huyện Vyškov, vùng Jihomoravský, Cộng hòa Séc.